# أشعة غاما
أشعة غاما أو الأشعة الجيمية هي أشعةٌ كَهْرُومِغْنَاطِيسِيةٍ، تم اكتشافها سنة 1900 على يد العالم الفرنسي فيلارد. يرمز لها بـ γ ، وهي أشد طاقة من أشعة إكس؛ تقدر طاقاتها بين 1 مليون إلكترون فولت و 14 مليون إلكترون فولت ، بينما طاقة أشعة إكس بين 50 كيلو إلكترون فولت و نحو 500 كيلو إلكترون فولت.
وأشعة غاما هي ناتج للتفاعلات النووية التي غالبا ما تحدث في الفضاء، وفي التفاعلات النووية والمفاعلات النووية ، كما تنتج أيضا من العناصر المشعة مثل اليورانيوم وباقي النظائر المشعة والبلوتونيوم والبولونيوم . ولذلك تحرم المعاهدات الدولية إجراء تفجيرات نووية.
وهي تنتشر في الفراغ والهواء، بسرعة مساوية لـ سرعة الضوء ، فهي موجات كهرومغناطيسية وليست جسيمات. لها طاقات عالية وقدرة كبيرة على النفاذ في المواد أكثر من الأشعة السينية و الأشعة فوق البنفسجية وموجاتها قصيرة جداً، وتتراوح أطوال موجتها بين 0.05 انغستروم إلى 0.005 انغستروم. وأشعة غاما ذات تأثير ضار جداً على الخلايا الحية، ولولا وجود الغلاف الجوي حول الأرض الذي يمتص ويشتت هذه الأشعة ذات التردد الموجي العالي والطاقة الكبيرة، لأنعدمت الحياة على سطح الأرض. لأن أشعة غاما لها قدرة فائقة على النفاذ واختراق الأجسام. وترجع قدرتها على تدمير الخلايا الحية أنها أشعة مؤينة، أي أنها تسبب التأين في المادة، وتأين المادة الحية يعني إضرار قد يؤدي إلى موت الخلية.
- وتعتبر أشعة غاما من أخطر الإشعاعات في المجال الكهرومغناطيسي، إذ أنها تمتلك الطاقة الأعلى بسبب ارتفاع ترددها وبالتالي قصر أطوال موجاتها.
- أما عن استخداماتها، فهي تستخدم في المجالان الطبي والصناعي، ولكن بكميات صغيرة جداً، حيث جرعات الأشعة التي تعطى للمريض محسوبة بدقة كبيرة بحيث تدمر الخلايا السرطانية، وأما خلايا الجسم السليمة فهي تستعيد صحتها بعد فترة نقاهة وتستطيع متابعة سير العمليات الحيوية في الجسم.

وفي العلاج الطبي فتستخدم غالبا لقتل الخلايا السرطانية، وأما في المجال الصناعي فهي تستخدم لتصوير أنابيب البترول لمعرفة جودة الأنابيب وسلامة اللحام، إضافة إلى قتل الجراثيم في المواد الغذائية المعلبة وتعقيم الحبوب، وبما أنها نتاج للتفاعلات النووية، فإنها دون شك تستخدم في المفاعل والقنابل النووية.
- وكما نعلم فإن خطورة الشيء تكمن في قوته، والتعرض الكثيف لأشعة الشمس التي بالتالي تنتج أشعة غاما إلا أن نسبتها في أشعة الشمس قليل جدا، وخطورة التعرض لإشعاع الشمس يكمن في الأشعة الفوق بنفسجية ذات الترددات العالية، والتي قد يؤدي للإصابة المباشرة بسرطان الجلد.
- يعتني الفيزيائون والعاملون في مجالات استخدام أشعة غاما، بوقاية أنفسهم من التعرض لتلك الأشعة. فهم يستخدمون تلك الأشعة والمواد التي تصدرها من وراء حائل من الرصاص بسمك 1 سم.

مقارنة بين قدرة أجسام ألفا وبيتا وأشعة غاما على الاختراق. جسيمات ألفا (أنوية الهيليوم) تعجز عن اختراق صفحة من الورق مثلاً، أشعة بيتا يمكن وقفها باستخدام لوح من الألومنيوم، أما أشعة غاما فلديها قدرة عالية على اختراق المواد، وهي تمتص تدريجياً خلال اختراقها لمادة كثيفة

اكتشفت أشعة غاما بواسطة العالم الفرنسي بول فيلارد في العام 1900. هذه الاشعة ذات الطول الموجي الأقصر في الطيف الكهرومغناطيسي وذات الطاقة الأعلى وذلك لأنها تنتج من التصادمات النووية وكذلك من العناصر المشعة. وكما هو الحال في إنتاج اشعة اكس تم تعجيل الإلكترونات في فرق جهد عالي هنا يتم تعجيل الأنوية بطاقة عالية جداً باستخدام المعجلات مثل السيكلترون والسنكروترون.
في الطبيعة تنتج أشعة غاما من الشمس نتيجة للتفاعلات النووية وتصل طاقة أشعة غاما إلى مليون إلكترون فولت. وتعتبر المجرات السماوية والنجوم المنتشرة في الفضاء من مصادر اشعة اكس. ويعمل علماء الفلك على دراسة هذه الاشعة بواسطة مراصد مخصصة لهذا الغرض لفهم اسرار هذا الكون. كما أن العناصر المشعة مثل اليورانيوم والبلوتونيوم والبولونيوم تنتج أشعة غاما باستمرار.
تقطع أشعة غاما مسافات فلكية في الفضاء وتمتص هذه الاشعة فقط عند اصطدامها بالغلاف الجوي للكرة الأرضية. وبهذا يشكل الغلاف الجوي حماية للمخلوقات الحية من هذه الاشعة المدمرة وفي الشكل التوضيحي يبين تأثير الغلاف الجوي للأرض على الطيف الكهرومغناطيسي. نلاحظ أن الاشعة المرئية فقط هي التي تعبر الغلاف الجوي بينما الأطوال الموجية الأقصر تمنع من الوصول لسطح الأرض وذلك لأنها تمتص بواسطة طبقة الأوزون في الغلاف الجوي.

## استكشافها
كان أول مصدر لأشعة غاما يُكتشف هو عملية الاضمحلال الإشعاعي التي تُسمى اضمحلال غاما. في هذا النوع من الاضمحلال، تُصدر نواة مثارة أشعة غاما فور تكوينها تقريبًا.  اكتشف بول فيلارد ، الكيميائي والفيزيائي الفرنسي، إشعاع غاما عام 1900، أثناء دراسته الإشعاع المنبعث من الراديوم. عرف فيلارد أن الإشعاع الذي وصفه كان أقوى من أنواع الأشعة الموصوفة سابقًا من الراديوم، والتي تضمنت أشعة بيتا، التي أشار إليها هنري بيكريل لأول مرة باسم "النشاط الإشعاعي" عام 1896، وأشعة ألفا، التي اكتشفها رذرفورد كشكل أقل اختراقًا من الإشعاع عام 1899. ومع ذلك، لم يفكر فيلارد في تسميتها كنوع أساسي مختلف. لاحقًا، في عام 1903، تم التعرف على إشعاع فيلارد على أنه من نوع مختلف تمامًا عن الأشعة التي أطلق عليها إرنست رذرفورد سابقًا اسم "أشعة جاما" قياسًا على أشعة بيتا وألفا التي ميزها رذرفورد في عام 1899.  تم تسمية "الأشعة" المنبعثة من العناصر المشعة حسب قدرتها على اختراق المواد المختلفة، باستخدام الأحرف الثلاثة الأولى من الأبجدية اليونانية: أشعة ألفا كأقلها اختراقًا، تليها أشعة بيتا، تليها أشعة جاما كأكثرها اختراقًا. لاحظ رذرفورد أيضًا أن أشعة جاما لا تنحرف بواسطة المجال المغناطيسي، وهي خاصية أخرى تجعلها مختلفة عن أشعة ألفا وبيتا.
كان يُعتقد في البداية أن أشعة جاما هي جسيمات ذات كتلة، مثل أشعة ألفا وبيتا. اعتقد رذرفورد في البداية أنها قد تكون جسيمات بيتا سريعة للغاية، لكن فشلها في الانحراف بواسطة مجال مغناطيسي أشار إلى أنها لا تحمل شحنة. في عام 1914، لوحظ أن أشعة جاما تنعكس عن أسطح البلورات، مما يثبت أنها إشعاع كهرومغناطيسي. قام رذرفورد وزميله إدوارد أندرادي بقياس أطوال موجات أشعة جاما من الراديوم، ووجدوا أنها تشبه الأشعة السينية ، ولكن بأطوال موجية أقصر وبالتالي، تردد أعلى. تم الاعتراف في النهاية بأن هذا يمنحهم المزيد من الطاقة لكل فوتون، بمجرد أن أصبح المصطلح الأخير مقبولًا بشكل عام. ثم تم فهم أن اضمحلال جاما ينبعث منه عادةً فوتون جاما.

## مصدرها
تشمل المصادر الطبيعية لأشعة جاما على الأرض اضمحلال جاما من النظائر المشعة الطبيعية مثل البوتاسيوم-40 ، وأيضًا كإشعاع ثانوي من تفاعلات جوية مختلفة مع جسيمات الأشعة الكونية. تشمل المصادر الأرضية الطبيعية التي تنتج أشعة جاما ضربات البرق ومضات أشعة جاما الأرضية ، والتي تنتج انبعاثات عالية الطاقة من الفولتية الطبيعية عالية الطاقة.  يتم إنتاج أشعة جاما من خلال عدد من العمليات الفلكية التي يتم فيها إنتاج إلكترونات عالية الطاقة للغاية. تنتج هذه الإلكترونات أشعة جاما ثانوية من خلال آليات إشعاع الكبح وتشتت كومبتون العكسي وإشعاع السنكروترون . يحجب الغلاف الجوي للأرض جزءًا كبيرًا من أشعة جاما الفلكية هذه. تشمل المصادر الاصطناعية البارزة لأشعة جاما الانشطار، مثل الذي يحدث في المفاعلات النووية ، بالإضافة إلى تجارب فيزياء الطاقة العالية ، مثل اضمحلال البيون المحايد والاندماج النووي.
تُعرف عينة المواد المُصدرة لأشعة غاما، والمُستخدمة في التصوير باسم مصدر غاما. ويُطلق عليها أيضًا اسم المصدر المُشع، أو مصدر النظائر، أو مصدر الإشعاع.

## الاضمحلال الإشعاعي (اضمحلال جاما)

مخطط الاضمحلال الإشعاعي لـ 60 كو

تنتج أشعة غاما أثناء اضمحلال غاما، والذي يحدث عادةً بعد أشكال أخرى من الاضمحلال، مثل اضمحلال ألفا أو بيتا. يمكن للنواة المشعة أن تتحلل بانبعاث جسيم 
α
 أو 
β
 . عادةً ما تبقى النواة الناتجة في حالة مثارة. ثم يمكن أن تتحلل إلى حالة طاقة أقل بانبعاث فوتون أشعة غاما، في عملية تُسمى اضمحلال غاما.
عادةً ما يتطلب انبعاث أشعة غاما من نواة مثارة 10-12 ثانية فقط. قد يتبع اضمحلال غاما أيضًا تفاعلات نووية مثل التقاط النيوترونات أو الانشطار النووي أو الاندماج النووي. يُعد اضمحلال غاما أيضًا طريقة لاسترخاء العديد من الحالات المثارة للنوى الذرية بعد أنواع أخرى من الاضمحلال الإشعاعي، مثل اضمحلال بيتا. تُقصف عندما تُقصف أشعة غاما عالية الطاقة أو الإلكترونات أو البروتونات المواد، تُصدر الذرات المثارة أشعة غاما "ثانوية" مميزة، وهي نتاج تكوين الحالات النووية المثارة في الذرات التي تعرضت للقصف. تُشكل هذه التحولات، وهي شكل من أشكال فلورة غاما النووية، موضوعًا في الفيزياء النووية يُسمى مطيافية غاما . يُعد تكوين أشعة غاما الفلورية نوعًا فرعيًا سريعًا من اضمحلال غاما الإشعاعي.
في بعض الحالات، قد تكون الحالة النووية المثارة التي تتبع انبعاث جسيم بيتا أو أي نوع آخر من الإثارة أكثر استقرارًا من المتوسط، وتسمى حالة مثارة شبه مستقرة، إذا استغرق اضمحلالها (على الأقل) 100 إلى 1000 مرة أطول من متوسط 10 −12 ثانية. تسمى هذه النوى المثارة طويلة العمر نسبيًا متزامرات نووية ، وتسمى اضمحلالاتها انتقالات متزامرات . تتمتع هذه النوى بنصف عمر يسهل قياسه، وتستطيع المتزامرات(متصاوغات) النووية النادرة البقاء في حالتها المثارة لدقائق أو ساعات أو أيام أو أحيانًا لفترة أطول بكثير، قبل إصدار أشعة جاما. وبالتالي فإن عملية الانتقال المتزامرات(متصاوغات) تشبه أي انبعاث جاما، ولكنها تختلف في أنها تنطوي على الحالة (الحالات) المثارة شبه المستقرة المتوسطة للنواة. غالبًا ما تتميز الحالات شبه المستقرة بلفّ نووي عالٍ، مما يتطلب تغييرًا في اللفّ بوحدات متعددة أو أكثر مع اضمحلال جاما، بدلًا من انتقال وحدة واحدة يحدث في 10−12 ثانية فقط. كما يتباطأ معدل اضمحلال جاما عندما تكون طاقة إثارة النواة صغيرة.
يمكن لأشعة غاما المنبعثة من أي نوع من الحالات المثارة أن تنقل طاقتها مباشرةً إلى أي إلكترونات، ولكن على الأرجح إلى أحد إلكترونات غلاف البوتاسيوم للذرة، مما يؤدي إلى قذفها من تلك الذرة، في عملية تُعرف عمومًا بالتأثير الكهروضوئي (وقد تُسبب أشعة غاما الخارجية والأشعة فوق البنفسجية هذا التأثير أيضًا). لا ينبغي الخلط بين التأثير الكهروضوئي وعملية التحويل الداخلي، حيث لا يُنتج فوتون أشعة غاما كجسيم وسيط (بل يُعتقد أن "شعاع غاما افتراضي" يتوسط هذه العملية).

## تطبيقات أشعة غاما

### الطب
تستخدم أشعة غاما في الطب لقتل الخلايا المتسرطنة ومنعها من النمو. حيث تنفذ أشعة غاما في الجلد وتعمل على تأيين الخلايا وهذا يسبب قتل تلك الخلايا.

### الصناعة
تستخدم أشعة غاما في الصناعة لفحص أنابيب البترول واكتشاف نقاط الضعف فيها. حيث تستخدم أشعة غاما في تصوير هذه الانابيب بتسليط أشعة غاما على الانابيب ويوضع فيلم حساس خلف الانابيب وتتكون صورة الظل على الفيلم حيث تظهر مناطق الضعف بصورة مميزة مثل تصوير عظم الإنسان بواسطة أشعة إكس. كما تستخدم أشعة غاما في تخليص المواد الغذائية المصنعة من الجراثيم والبكتيريا وكذلك في تعقيم الحبوب وغيره. وتنتج أشعة غاما في المفاعلات النووية وتنتج أيضا خلال التفاعل النووي في القنابل النووية.

انطلاق "شعاع جاما" من نواة ذرية.

### العلوم
تستخدم أشعة غاما في تطوير المفاعلات والقنابل النووية والتجارب العلمية لكشف اسرار النواة وخواص المادة.
وتستخدم أيضا في التجارب العملية.
تهتم العلوم بطرق الوقاية من أشعة جاما حتى لا تصيب العاملين في المفاعلات النووية و مستخدمي النظائر المشعة؛ مثلما هو الحال في الوقاية من أشعة إكس.
- بينما تحجب ورقة أشعة الضوء، نحتاج شريخة رقيقة من الحديد لحجب أشعة إكس ، أما أشعة جاما فنحتاج إلى طبقة سميكة من الرصاص بين 1 إلى 5 سنتيمتر لحجبها.

## خطورة أشعة غاما والوقاية منها

يقع نطاق أشعة غاما في أقصي اليسار في الطيف الكهرومغناطيسي كما في الشكل. تبلغ طول موجتها أقصر من 01 و0 نانومتر. لهذا تميز بعلامة «احترس من الإشعاع».

التعرض لأشعة غاما يسبب تأيين للخلايا البشرية وتتسبب بصورة رئيسية في الإصابة بالسرطان. ولوقاية الأشخاص الذين يعملون في مجال أشعة غاما يستخدم حاجز سمكه 1 سم من الرصاص حيث أن له أكبر معامل امتصاص لهذه الاشعة.
- يعمل العاملون في مجال استخدام أشعة غاما على التقليل من التعرض لها قدر الإمكان، ولتقليل التعرض لها يتطلب التخطيط الدقيق لطريقة استعمالها وتقليل مدة التعرض لها واستعمال الحوائل الواقية منها مثل ألواح الرصاص. وكما في حالة الضوء تتناسب شدة الإضاءة تناسبا عكسيا مع مربع المسافة من المصدر. فهذا يعني ان شدة الإشعاع تقل إلى الربع إذا زاد البعد عن المصدر بمقدار الضعف.
- ومن المشكلات حقيقة أن الإنسان ليست له حاسة لرؤية تلك الأشعة ومشكلة الجهل بمواقع تواجدها. فقد حدث في السنوات السبعينية من القرن الماضي أن بعض عمال الرادار أصيبوا بتلك الاشعة. فلم يكن معروفا حتي ذلك الوقت أن تغيير الجهد الكهربائي المفاجئ عند الضغوط العالية فوق 20 ألف فولت يتسبب في تولد أشعة انكباح Bremsstrahlung - وهي نوع من أشعة غاما - كما يحدث في أجهزة الأشعة السينية.[8]

## أشعة غاما الكونية

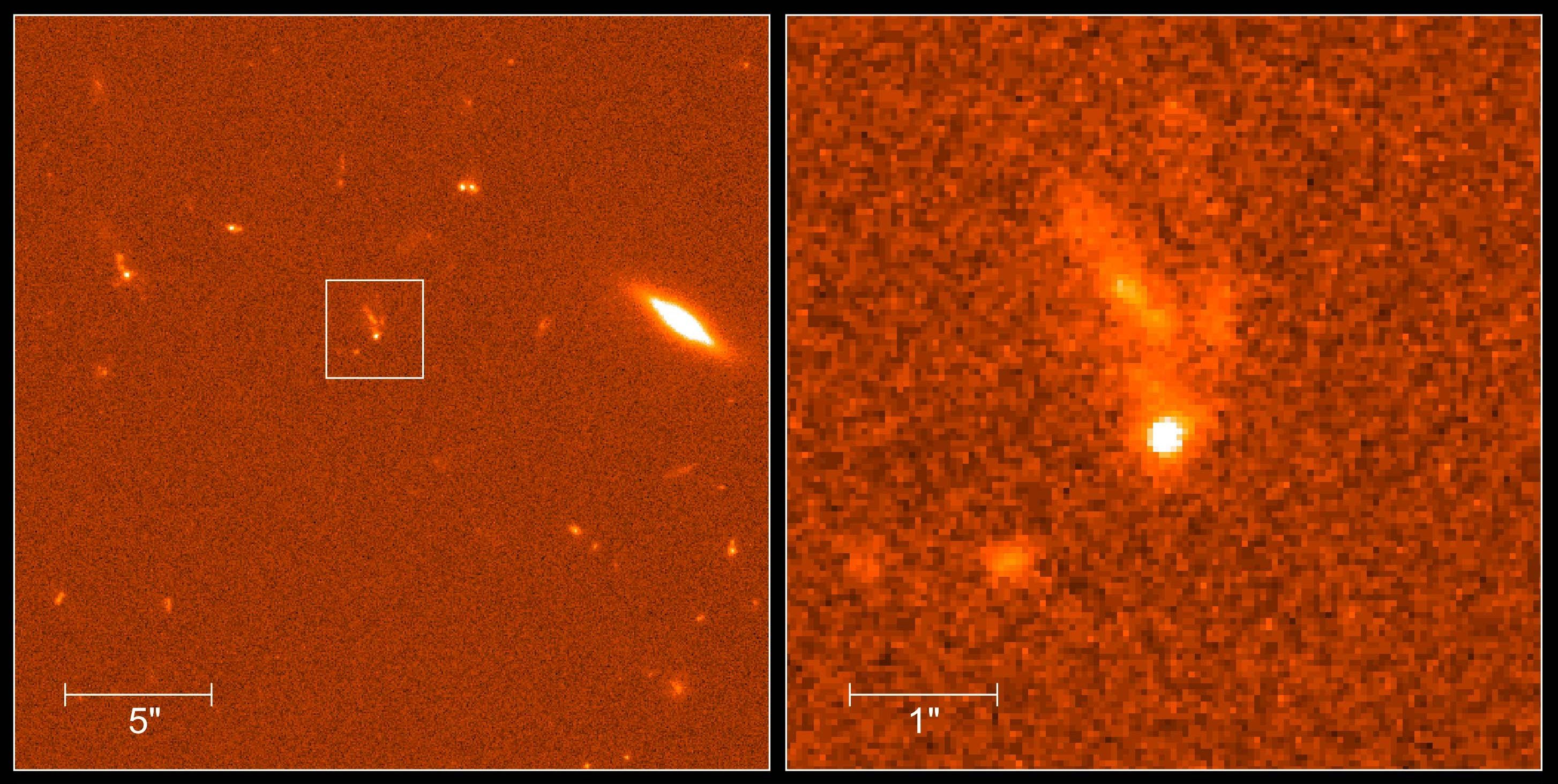
وهيج متعقب ضوئي لانفجار أشعة غاما 990123 (وهو البقعة البيضاء في المربع الصغير) يوم 23/1/1999. والسحابة المضيئة على هيئة الإصبع فوقه هي المجرة التي يتبعها. ويبدو أن مجرته يتغير شكلها تحت فعل اصطدامها بمجرة أخرة.

بواسطة مراصد مخصوصة فضائية مثل بيبوساكس ومرصد سويفت الفضائي يمكن تصوير وتسجيل أشعة غاما الآتية من أعماق المجرات والنجوم المتفجرة في هيئة مستعر أعظم أو انفجار أشعة غاما وغيرها، حيث يطمح علماء الفلك من دراسة طيف أشعة غاما المنبعثة من تلك الأجسام تفهم الظواهر الكونية التي تؤدي إلى إصدار أشعة غاما والتحقق من صحة أو عدم صحة نظريات تفسر نشأة الكون.

## غاما خلف المجرة
تمكن مجموعة من علماء الفلك وبوساطة مرصد امادو باريزونا ولأول مرة من الكشف عن وجود مصدر آخر لأشعة غاما خارج مجرة درب التبانة، حيث تبلغ شدتها ملايين المرات لأقوى إشعاعات الأشعة السينية. وجد العلماء بأن جسم إشعاعات غاما يشبه جسم أشباه النجوم الموجود في منتصف مجرة إهليلجية الشكل تسمى ماركرين 421 Markarain، وتبلغ مقدار الطاقة التي تنبعث من هذا الجسم أكثر من تريليون إلكترون فولت، وتم رصده بوساطة منظار غاما المداري.
ويرى الراصدون بوساطة أمادو بأن القرب النسبي لماركرين 421 للأرض مقارنة بالأجسام الأخرى، جعلتهم يتوصلوا إلى أنها هي سبب الطاقة الهائلة المنبعثة التي كانوا يبحثون عنها على الرغم من أن المعلومات الصادرة من منظار غاما المداري تشير إلى وجود أجسام باستطاعتها أن تطلق أشعة غاما بكمية أكبر من تلك التي تطلقها ماركرين421. وتوصل العلماء إلى أن السبب وراء عدم العثور على أشعة غاما ذات طاقة عالية هو سهولة امتصاص تلك الأشعة بوساطة ضباب الأشعة تحت الحمراء  التي توجد بين المجرات والأرض.
يشير الباحثون بمرصد أمادو إلى أن مصدر هذه الأشعة هو جسم يسمى bllac يوجد في وسط المجرة، حيث تصطدم بروتونات ذات طاقة عالية في أطرافه وبالتالي تنبعث أشعة غاما عالية الطاقة، وعلق فرانسيس هالزين من جامعة ويسكنسن بأن مجرة ماركرين 421 يمكنها إطلاق جسيمات متناهية الصغر (نيوترينو) ذات طاقة أعلى من أشعة غاما.

## اقرأ أيضا
- وميض أشعة غاما الأرضي
- طيف
- مطيافية
- نشاط إشعاعي
- تفاعل نووي
- انفجار أشعة غاما 050904
- انفجار أشعة غاما 990123
- المعهد البريطاني للأشعة